# Gatineau (groupe)
Gatineau est un groupe de hip-hop expérimental canadien, originaire de Montréal, au Québec.

## Biographie
Le quatuor se forme en 2003. Le groupe publie son EP L’IntégraLLL au label La Douve le 29 mars 2007. L'EP suit le 24 octobre 2007 de l'album homonyme, Gatineau, au label C4. La même année, ils font une prestation aux Francofolies de Montréal en 2007. En 2008, le groupe remporte le prix GAMIQ dans la catégorie « album hip-hop de l’année ». La même année, ils sont annoncés les 18 et 19 avril au Printemps de Bourges en France..
En 2011, le groupe publie l'album Karaoke King composée de 14 chansons.

## Style musical
Gatineau est un groupe de hip-hop expérimental, qui, hormis le hip-hop, mêle plusieurs genres musicaux incluant notamment punk, rock, electro, techno, drum and bass, pop, hardcore et parfois death metal,.

## Membres
- Séba alias MC BRuTALLL - textes, rap
- Keük alias Capt. Keük alias Sucreté - basse, programmation, claviers
- Jean Sébastien Nicol alias Burne MacPhersound - batterie
- Dom HameLLL - autoharpe, voix, machines

## Discographie
- 2004 : Lovesong N2
- 2005 : Sur ton visage
- 2007 : E.P. L’IntégraLLL
- 2007 : Gatineau
- 2011 : Karaoke King

## Vidéographie
- 2007 : Alcool
- 2007 : Pow pow té mort)
- 2008 : Pawnsheüp
- 2008 : The Christ is Right
- 2011 : Karaoké King